# Karolina Michalczuk
Karolina Michalczuk est une boxeuse polonaise née le 6 décembre 1979 à Piaski en Pologne.

## Carrière
Sa carrière est notamment marquée par 4 médailles en championnats du monde de boxe amateur (dont une médaille d'or dans la catégorie poids coqs en 2008 à Ningbo).

## Palmarès

### Championnats du monde de boxe
- Médaille d'argent en -54 kg, en 2006, à New Delhi, en Inde
- Médaille d'or en -54 kg, en 2008, à Ningbo, en Chine
- Médaille de bronze en -54 kg, en 2010, à Bridgetown, en Barbade
- Médaille de bronze en -51 kg, en 2012, à Qinhuangdao, en Chine[1]

### Championnats d'Europe de boxe
- Médaille d'argent en -57 kg, en 2003, à Pécs, en Hongrie
- Médaille d'or en -54 kg, en 2005, à Tønsberg, en Norvège
- Médaille d'argent en -54 kg, en 2006, à Varsovie, en Pologne
- Médaille de bronze en -54 kg, en 2007, à Vejle, en Danemark
- Médaille d'or en -54 kg, en 2009, à Mykolaïv, en Ukraine
- Médaille de bronze en -51 kg, en 2011, à Rotterdam, en Pays-Bas

## Référence
1. ↑  (en) Résultats des championnats du monde 2012